# Мустер, Петер
Петер Мустер (нем. Peter Muster; род. 28 мая 1952) — швейцарский легкоатлет, специалист по бегу на короткие дистанции. Выступал на профессиональном уровне в 1974—1982 годах, обладатель бронзовой медали чемпионата Европы, чемпион Швейцарии в беге на 200 метров, призёр ряда крупных международных стартов, участник летних Олимпийских игр в Монреале.

## Биография
Петер Мустер родился 28 мая 1952 года. Занимался лёгкой атлетикой в Цюрихе в столичном одноимённом клубе LC Zürich.
Первых серьёзных успехов на международном уровне добился в сезоне 1974 года, когда в беге на 200 метров стал четвёртым на Мировом классе в Цюрихе и третьим на международном турнире ISTAF в Берлине. В составе швейцарской сборной стартовал на чемпионате Европы в Риме, где в той же дисциплине дошёл до стадии полуфиналов.
В 1976 году на домашних соревнованиях в Цофингене превзошёл всех соперников, установив при этом свой личный рекорд на дистанции 200 метров — 20,46. Благодаря череде успешных выступлений удостоился права защищать честь страны на летних Олимпийских играх в Монреале — в программе 200 метров дошёл до четвертьфинала.
Будучи студентом, в 1977 году представлял Швейцарию на Всемирной Универсиаде в Софии — стал шестым в зачёте 200 метров, тогда как в эстафете 4 × 100 метров в финал не вышел.
В 1978 году в 200-метровой дисциплине выиграл национальное первенство в Санкт-Галлене. На чемпионате Европы в Праге завоевал бронзовую награду в беге на 200 метров, уступив в финале только итальянцу Пьетро Меннеа и восточногерманскому спринтеру Олафу Пренцлеру, в то время как в эстафете 4 × 100 метров вместе с соотечественниками показал седьмой результат.
В 1979 году бежал 200 метров на Всемирной Универсиаде в Мехико, дошёл до полуфинала.
В августе 1980 года отметился победой на чемпионате Швейцарии в Лозанне.
В 1982 году Мустер стартовал в беге на 200 метров на чемпионате Европы в Афинах, на сей раз не смог преодолеть предварительный квалификационный этап. По окончании сезона завершил спортивную карьеру.